# حسن أباد تبرقو (دشت روم)
حسن أباد تبرقو (بالفارسية: حسن‌آباد تبرقو) هي قرية تقع في إيران في قسم دشت روم الريفي. يقدر عدد سكانها بـ 133 نسمة .